# Dendronereis pinnaticirris
Dendronereis pinnaticirris är en ringmaskart som beskrevs av Grube 1878. Dendronereis pinnaticirris ingår i släktet Dendronereis och familjen Nereididae. Inga underarter finns listade i Catalogue of Life.